# Gordius attoni
Gordius attoni är en djurart som tillhör fylumet tagelmaskar, och som beskrevs av Redlich 1980. Gordius attoni ingår i släktet Gordius, och familjen Gordiidae. Inga underarter finns listade i Catalogue of Life.